# Juozas Preikšas
Juozas Preikšas (* 22. November 1926 in Griškabūdis,  Rajongemeinde Šakiai; † 11. Februar 2018) war ein litauischer Geistlicher und römisch-katholischer Bischof von Panevėžys.

## Leben
Juozas Preikšas empfing am 23. September 1951 die Priesterweihe für das Bistum Vilkaviškis.
Papst Johannes Paul II. ernannte ihn am 31. Oktober 1984 zum Weihbischof in Vilkaviškis und Kaunas und Titularbischof von Egnatia. Der Apostolische Administrator von Kaunas und Vilkaviškis, Liudas Povilonis MIC, spendete ihm am 2. Dezember desselben Jahres die Bischofsweihe; Mitkonsekratoren waren Vincentas Sladkevičius MIC, Apostolischer Administrator von Kaišiadorys und Antanas Vaičius, Apostolischer Administrator von Telšiai. 
Am 27. April 1988 wurde zum Apostolischen Administrator von Kaunas und Vilkaviškis ernannt. Am 2. April 1989 wurde zum Apostolischen Administrator von Panevėžys ernannt. Am 24. Dezember 1991 wurde er zum Bischof von Panevėžys ernannt. Am 5. Januar 2002 nahm Papst Johannes Paul II. sein altersbedingtes Rücktrittsgesuch an.